# MACS J1311.0-0310
MACS J1311.0-0310 è un ammasso di galassie situato in direzione della costellazione della Vergine alla distanza di oltre 4,8 miliardi di anni luce dalla Terra (light travel time).
È stato uno dei 25 ammassi di galassie studiati con il Telescopio spaziale Hubble nel corso di una campagna di osservazioni denominata Cluster Lensing And Supernova survey with Hubble (CLASH) nel corso di un periodo di tre anni e mezzo (2010-2013).
L'effetto di lente gravitazionale ha permesso di individuare una galassia remota, denominata MACS J1311.0-0310 1.1, situata alle spalle dell'ammasso con un redshift, calcolato con metodo fotometrico, di z = 1,1043 (ligth travel time: circa 8,2 miliardi di anni luce; distanza comovente: circa 11,7 miliardi di anni luce).